# Charaxes blanda
Charaxes blanda är en fjärilsart som beskrevs av Rothschild 1897. Charaxes blanda ingår i släktet Charaxes och familjen praktfjärilar. Inga underarter finns listade i Catalogue of Life.